# アラズ・アブドゥライェフ
アラズ・アブドゥラ・オール・アブドゥライェフ（Araz Abdulla oğlu Abdullayev、1992年4月18日 - ）はアゼルバイジャン・バクー出身で、同国代表のサッカー選手。キプロス・ファーストディビジョン・アノルトシス・ファマグスタ所属。ポジションはMF。

## 経歴
2007年にネフチ・バクーのリザーブチームに入団すると、翌2008年10月5日にトップデビュー。高いテクニックを見せつけた。決して諦めないプレースタイルから『バクーのブルドッグ』の愛称が付けられた。
2009-2010シーズンは出場時間が増え、ある程度持ち味を発揮できるようになった。国内リーグの3月の月間MVPを受賞した。シーズン終了後、ロシアのルビン・カザンが獲得に乗り出し、一時は決定の報道もなされたが、破談に終わった。
代わりに2010年5月、エヴァートンFCに移籍することが決まった。外国人用労働許可証の発行が認可された場合、2年契約となる。移籍金など詳細は未公表。

## 代表歴
トップデビューからわずか6日後の2008年10月11日の2010 FIFAワールドカップ・ヨーロッパ予選、対フィンランド代表戦に出場。16歳と6ヵ月での出場は、アゼルバイジャン代表における史上最年少記録である。フル代表と共に、アンダー21代表にも選出されている。ここでは背番号7を付けている。

## 所属クラブ
- ネフチ・バクー2(リザーブチーム) 2007-2008
- ネフチ・バクー 2008-2010
- エヴァートンFC 2010-2012

→  ネフチ・バクー 2011 (loan)
→  パニオニオスFC 2012 (loan)
- ネフチ・バクー 2012-2016
- ガバラFK 2016-

→  アノルトシス・ファマグスタ 2017- (loan)